# Schäferwagenkirche

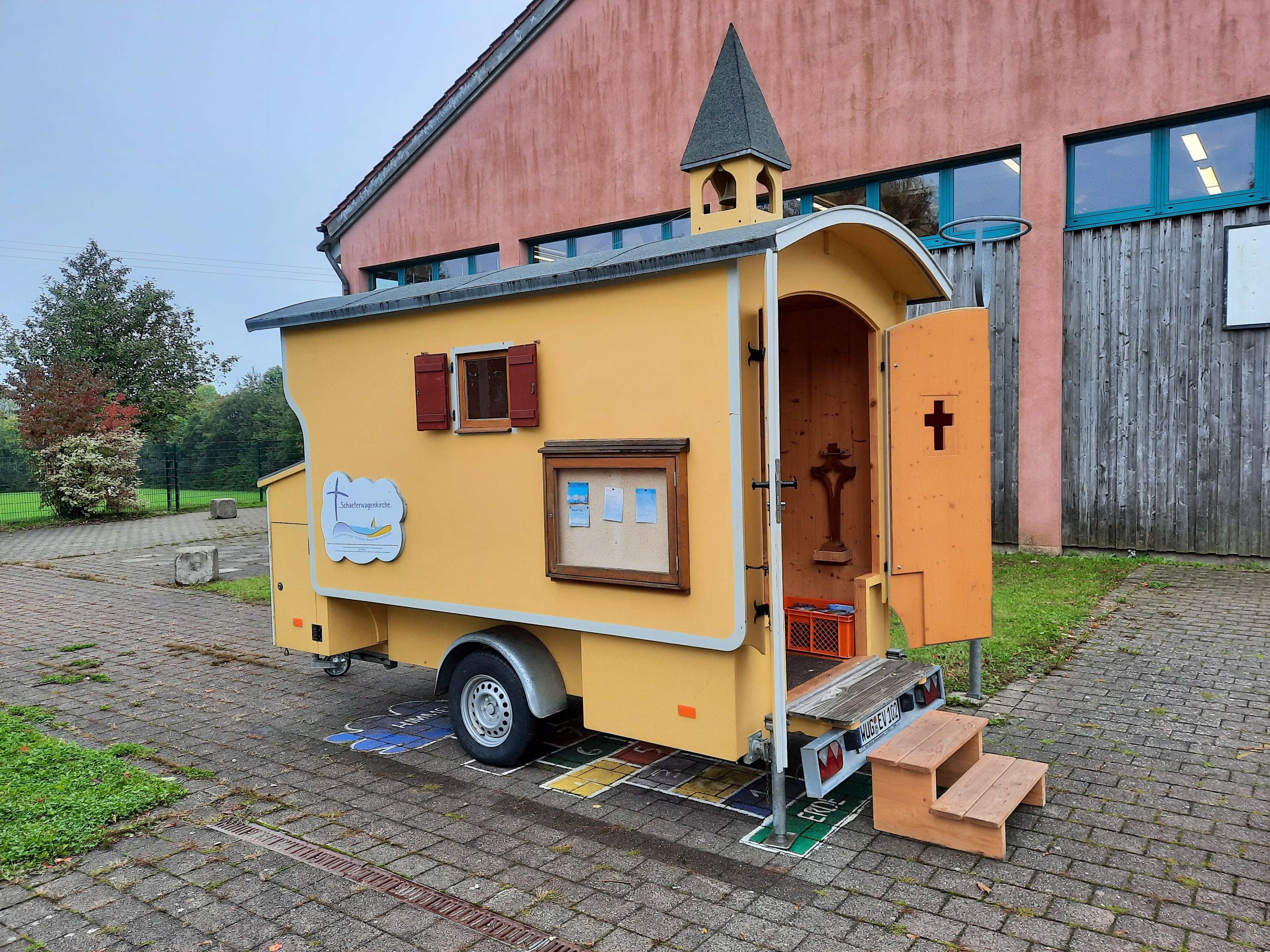
Eine Schäferwagenkirche

Schäferwagenkirchen sind mobile Kirchen des evangelischen Dekanats Gunzenhausen im Fränkischen Seenland. Zudem steht eine Schäferwagenkirche in Eckernförde (Schleswig-Holstein).

## Geschichte
Die Idee der Schäferwagenkirchen wurde 2007 entwickelt; die Einweihung der ersten der bislang drei Schäferwagenkirchen fand am 1. Mai 2008 statt. Der Liedermacher Johannes Matthias Roth hatte dazu das Lied „Eine Kirche auf Rädern“ komponiert. In einem Pressebericht wurde die Einweihung der Schäferwagenkirchen als „weltweite Premiere“ bezeichnet.
Die Kirchen haben die Gestalt eines Schäferwagens mit kleinem Dachreiter für eine umfunktionierte Schiffsglocke und können als Autoanhänger transportiert werden. Im Inneren befinden sich Kreuz und Altar sowie Sitzgelegenheiten für rund 80 Personen auf 20 Bänken, die allerdings für die Gottesdienste im Freien aufgestellt werden müssen. Die mobilen Kirchen sind auch mit Lautsprecheranlagen ausgerüstet. Sie werden unter anderem für Seegottesdienste am Altmühl- und am Brombachsee genutzt, aber auch auf Campingplätzen eingesetzt. Ferner werden die Schäferwagenkirchen, deren Bau pro Stück etwa 13 000 Euro gekostet hat, auch an andere Kirchengemeinden vermietet.
Im Winter werden die Schäferwagenkirchen in der Maschinenhalle eines Landwirts untergestellt, ein Exemplar allerdings bleibt in Gunzenhausen auf dem Kirchplatz stehen und ergänzt den dortigen Weihnachtsmarkt.
Im September 2009 waren die Schäferwagenkirchen das Projekt des Monats von Kirche im Aufbruch.
Zwei Schäferwagenkirchen waren 2010 beim Ökumenischen Kirchentag in München im Einsatz.
Seit dem Juni 2019 steht eine extra gebaute Schäferwagenkirche in Eckernförde am Strand. Die Kirche am Strand gehört dem Kirchenkreis Rendsburg-Eckernförde ist unter anderem für Taufen und Trauungen, aber auch für Veranstaltungen am Strand gedacht.